# Błażejewko
Błażejewko (niem. Weißensee) – część wsi Błażejewo w Polsce położona w województwie wielkopolskim, w powiecie poznańskim, w gminie Kórnik, nad Jeziorem Bnińskim, 6 km na południe od Kórnika.
W latach 1975–1998 miejscowość należała administracyjnie do województwa poznańskiego.

## Historia
Na początku XVIII wieku zostali sprowadzeni osadnicy niemieccy przez Teofilę z Działyńskich Szołdrska-Potulicką, dając każdemu z nich ziemię do uprawy oraz prawo do pozyskiwania drewna z okolicznych lasów. W tym czasie wieś nazywała się Błażejewskimi Olendrami. Po II wojnie światowej na jej terenie powstał PGR.
Obecnie, na terenie Błażejewka znajduje się osiedle ogródków działkowych, głównie o charakterze rekreacyjnym, coraz bardziej jednak rozwijających się w kierunku osiedla mieszkalnego, szczególnie w początkowych latach XXI wieku.

## Atrakcje turystyczne
Nieopodal wioski znajdują się pozostałości cmentarza ewangelickiego, a około 600 m na zachód przebiega czerwony szlak turystyczny z Zaniemyśla do Bnina.
We wsi znajduje się Ośrodek Szkoleniowo-Wypoczynkowy „Błażejewko”. W Błażejewku odbyła się pierwsza (1985) oraz dwudziesta (2005) edycja konwentu fanów fantastyki Polcon.